# Waldgut (Klingenthal)

Waldgut Obersachsenberg mit Grenzübergang, von Schwaderbach kommend, vor 1907

Das Waldgut in der Stadt Klingenthal im sächsischen Vogtland ist ein ursprünglich einzeln stehender Gebäudekomplex unmittelbar an der heutigen Grenze zur Tschechischen Republik. Als Gerichts- und Verwaltungssitz bildete das Waldgut, das seit 1631 u. a. über das Schankrecht und die Erbgerichtsbarkeit verfügte, den Ausgangspunkt für die Besiedlung der sogenannten Auerbachischen Wälder am Aschberg und die Entstehung des Ortes Obersachsenberg. Es hatte die Funktion eines Rittergutes und wurde daher zeitweise auch als Rittergut oder Schloss Obersachsenberg bezeichnet. Zuletzt wurde das seit 2018 leerstehende Gebäude des Waldgutes als (Sport-)Hotel genutzt.

## Geschichte

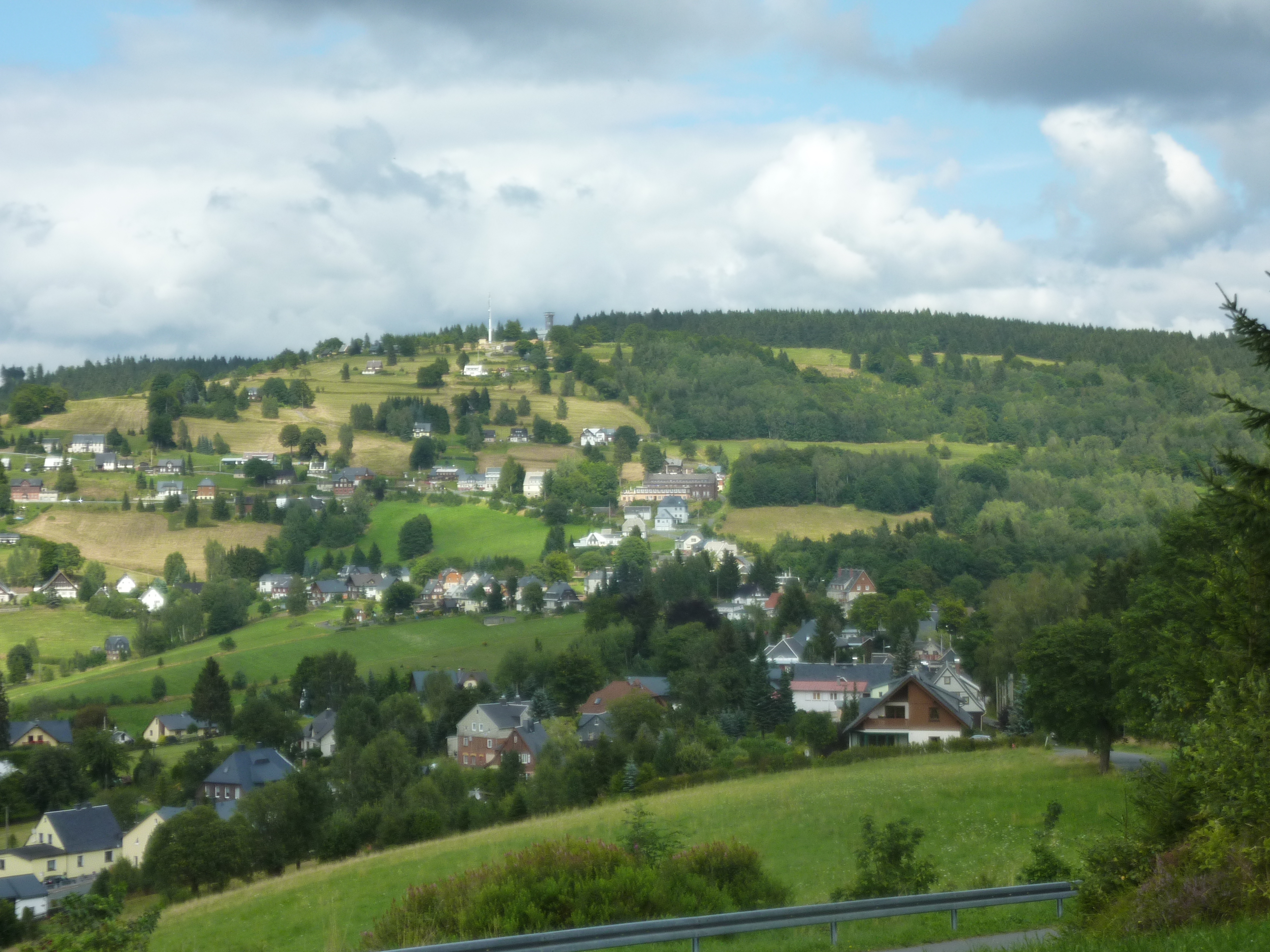
Blick zum Waldgut (2012)

Wenige Jahre nach Ausbruch des Dreißigjährigen Krieges gestattete Kurfürst Johann Georg I. von Sachsen 1626 die Vererbung verschiedener, mit Wald bestandener Reviere an der böhmischen Grenze bei der Bergstadt Graslitz zum Anbau mit verschiedenen zugestandenen Freiheiten, welches Gebiet anschließend den Namen Sachsenberg erhielt. Durch dieses Waldgebiet führte eine von der Stadt Auerbach/Vogtl. kommende und nach Graslitz führende Fahrstraße. Kurz bevor diese Straße auf die Grenze nach Böhmen stieß, ließ der damalige Pächter des Messingwerkes Niederauerbach Matthäus Gnaspe, der bereits 1625 eine Brettmühle in Steindöbra erbauen ließ, sich in exponierter Lage ein Schloss (wohl eher ein schlossähnliches Gebäude) errichten, das erstmals 1630 als Herrensitz genannt wird.
Das Geld für die Errichtung des Gutes am oberen Sachsenberg hatte er am 10. Dezember 1629 aus dem Verkauf der Brettmühle in Steindöbra und des später Untersachsenberg genannten Erbgutes an Hans Wilhelm von Boxberg erhalten. Gnaspe nahm 1631 den oberen Sachsenberg zum Lehen. Am 14. März 1631 erhielt Gnaspe für das von ihm errichtete Waldgut mehrere Freiheiten vom sächsischen Kurfürsten Johann Georg I. verliehen, darunter befanden sich das Brau-, Schank- und Backrecht sowie zur Hasen- und Niederen Jagd. Als Verwaltungsmittelpunkt war das Waldgut das erste Gebäude des in der Umgebung sich allmählich durch zunehmende Besiedlung am Hang des Aschberges herausbildenden Ortes Obersachsenberg. Aufgrund von Verschuldung musste das sogenannte „Gnaspische Wald-Guth Ober Sachsenbergk“ von Frau Gnaspe versteigert werden und gelangte 1688 in den Besitz des kursächsischen Oberstleutnants Moritz Heinrich Trützschler. 1702 erwarben der kursächsische Amtmann und Jurist Georg Andreas Conradi aus Dresden und dem Handelsmann Johann Schwabe aus Leipzig das Waldgut, die es 1718 an den Fleischer Johann Wolf Enders verkauften. 1718 gelangte das Waldgut, das seit 1657 im Sekundogeniturfürstentum Sachsen-Zeitz lag, wieder mit dem Amt Voigtsberg an das Kurfürstentum Sachsen zurück.
Im Unterschied von einem etwa zeitgleich entstandenen zweiten Waldgut, das der Berghauptmann Hans Wilhelm von Boxberg im späteren Untersachsenberg angelegt hatte und das bis in die jüngere Vergangenheit noch als Gasthaus genutzt wurde, wurde das Obersachsenberger Waldgut auch als Oberes Waldgut bezeichnet.
Im Jahre 1703 unterstanden dem Waldgut Obersachsenberg neun Häuser, 1790 waren es bereits 15 Häuser und 44 Häusler. Wie im gesamten Klingenthaler Raum wurden dort auch Musikinstrumente hergestellt. Seit 1798 bzw. 1801 befinden sich bei beiden Hälften des Waldgutes Obersachsenberg im Besitz der Familie Glier, aus der der Instrumentenbauer Johann Wilhelm Rudolph Glier stammte. 1875 war das Waldgut ein exemtes Grundstück innerhalb der Landgemeinde Obersachsenberg. Mit 356 Steuereinheiten zählte das Waldgut um 1900 zu den kleinsten Rittergütern im Königreich Sachsen.
Das Waldgut war ursprünglich ein Lehen des Deutschen Ordens in Plauen. Mit dem Übergang der Besitzungen des Deutschen Ordens an den Herzog von Sachsen-Zeitz wurde das Waldgut 1667 dem Amt Voigtsberg zugeordnet und von dort als Lehen ausgegeben. Auf Anordnung des Königlichen Sächsischen Ministeriums der Justiz vom 20. November 1855 wurde die Gerichtsbarkeit des Waldgutes Obersachsenberg aufgehoben und dem Gericht in Klingenthal übertragen.
Für das exemte Waldgut Obersachsenberg sind 1880 17 Einwohner belegt. Das Gut gehörte zum Postbestellbezirk Untersachsenberg. Das Untere Waldgut hat in diesem Jahr 5 Einwohner mehr. Im Gegensatz zu diesem gehörte das Obere Waldgut nicht direkt zur Klingenthaler Parochie, sondern zu seiner Tochterkirche in Georgenthal. Zum 1. Dezember 1910 lebten im Waldgut Obersachsenberg 21 Personen.

## Spätere Nutzungen

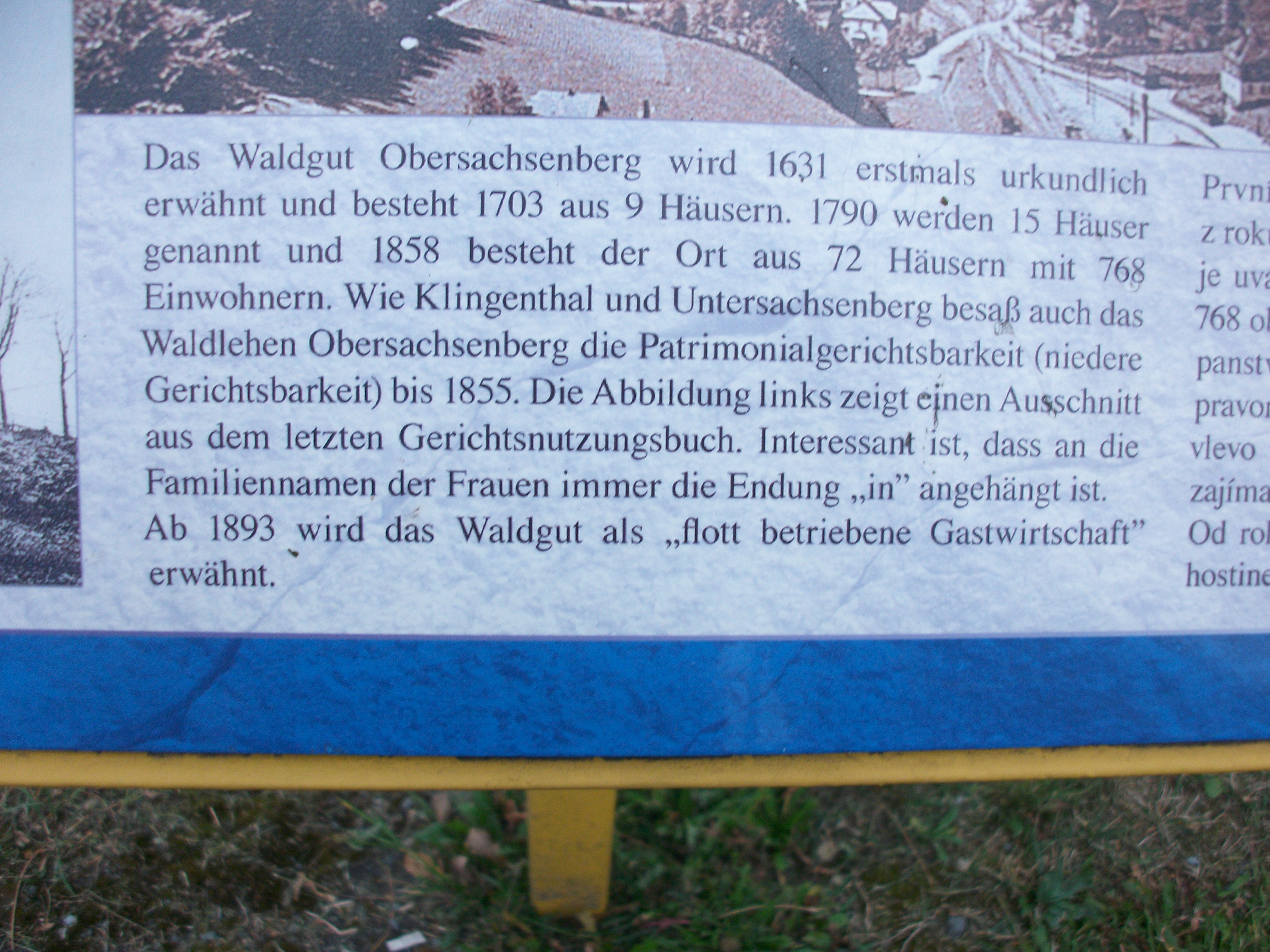
Informationstafel am Waldgut in Klingenthal

Mit dem im Vogtland aufkommenden Tourismus begann 1893 der Gastwirtschaftsbetrieb. Das kurzzeitig auch Schloss genannte Gasthaus „Waldgut Obersachsenberg“ wurde u. a. durch einen Saalanbau erweitert und später zum Berggasthof „Waldgut“ umgestaltet.
Der Berggasthof wurde unter Paul und Erna Schossel zum vielbesuchten Sporthotel „Waldgut-Aschberg“ mit Aussichtsterrasse ausgebaut und am 3. November 1934 eröffnet. Späterer Betreiber war die Kraftwerk Union (KWU). Nach dem Zweiten Weltkrieg wurde das Waldgut anfänglich durch den FDGB als Arbeiter-Erholungsheim und ab 1950 als HO-Sporthotel mit neuer Küche und öffentlicher Gaststätte betrieben.
Bis 1938 wurde das Waldgut gleichzeitig auch als Zollstation genutzt. Unmittelbar neben dem Gebäude befand sich an der deutsch-tschechoslowakischen Grenze der Schlagbaum auf der Fahrstraße nach Schwaderbach (Bublava).
Nach dem Ende der HO-Zeit 1990 erwarben zwei Rechtsanwälte aus Zwickau das Hotel. Die Treuhand hätte das Hotel zum 30. Juni 1991 schließen wollen. 1994 wurde im „Waldgut“ anlässlich des 60-jährigen Bestehens als Sporthotel eine besondere Veranstaltungsreihe organisiert, bei der mehrere bekannte DDR-Wintersportler aus dem Ort und der Region wie Christel Meinel und Harry Glaß zum Interview eingeladen wurden. Einer der Reporter war dabei der aus dem DDR-Fernsehen bekannte Heinz Florian Oertel. Spätere wechselten häufig die Pächter und Besitzer, teilweise auch durch Zwangsversteigerungen. Das Hotel, das in der heutigen Form seit 1934 existierte, bot 100 Restaurant-Plätze, 60 Gästebetten und war Drehtort von Fernsehsendungen sowie Auszeichnungsort für Sieger internationaler Sportereignisse.
Seit 2018 steht das Hotel als Brache leer. Seit 2017 gehört es einem niederländischen Investor. Durch einen Stadtratsbeschluss vom 25. Mai 2021 wurde das Grundstück als besondere Baubrache in das INSEK 2019 von Klingenthal aufgenommen. Derzeit ist unklar, ob die Gebäude in der Zukunft saniert oder abgerissen werden.